# John Ponsonby, IV conte di Bessborough
John Ponsonby, IV conte di Bessborough (Marylebone, 31 agosto 1781 – Dublino, 16 maggio 1847), è stato un nobile e politico inglese.

## Biografia
Era il figlio maggiore di Frederick Ponsonby, III conte di Bessborough, e di sua moglie, Henrietta Spencer, figlia di John Spencer, I conte Spencer. Sua madre era l'amante di Granville Leveson-Gower, I conte Granville, dalla quale ebbe due figli. Studiò alla Harrow e alla Christ Church di Oxford.

## Carriera politica
È stato Primo Commissario delle opere sotto Lord Melbourne (1831-1834), per breve tempo Ministro dell'interno (1834), e Lord del Sigillo Privato (1835-1839). Più tardi, è stato brevemente Lord luogotenente d'Irlanda (1846-1847) sotto Lord John Russell. Fu nominato Consigliere privato nel 1831 e nel 1834. Dieci anni prima che successe al padre, fu creato barone Duncannon. È stato Lord Luogotenente di Kilkenny (1838-16 maggio 1847).

## Matrimonio
Sposò, il 16 novembre 1805, Lady Mary Fane, figlia di John Fane, X conte di Westmorland e Sarah Child. Ebbero undici figli:
- Lady Mary Jane Elizabeth Ponsonby (?-13 settembre 1897), sposò Charles Ponsonby, II barone di Canford, ebbero sei figli;
- Lady Kathleen Louisa Georgina Ponsonby (?-9 luglio 1863), sposò Frederick Tighe, non ebbero figli;
- John Ponsonby, V conte di Bessborough (14 ottobre 1809-28 gennaio 1880);
- Lord William Wentworth Brabazon Ponsonby (1812-1831);
- Lady Georgiana Sarah Ponsonby (1814-25 giugno 1861), sposò il reverendo Sackville Bourke, ebbero un figlio;
- Lady Augusta Lavinia Priscilla Ponsonby (11 maggio 1814-19 novembre 1904), sposò in prime nozze William Petty-FitzMaurice, conte di Kerry, ebbero un figlio, sposò in seconde nozze Charles Gore, ebbero cinque figli;
- Frederick Ponsonby, VI conte di Bessborough (11 settembre 1815-11 marzo 1895);
- Lord George Arthur Brabazon Ponsonby (17 maggio 1820-1841);
- Walter Ponsonby, VII conte di Bessborough (13 agosto 1821-24 febbraio 1906);
- Lord Cecil Spencer Ponsonby (14 marzo 1824-1º dicembre 1915), sposò Louisa Dillon, ebbero sei figli;
- Lord Gerald Henry Brabazon Ponsonby (17 luglio 1829-30 novembre 1908), sposò Mary Coventry, ebbero quattro figli.

## Morte
Morì il 16 maggio 1847 a Dublino. Fu sepolto a Fiddown, in Irlanda.

## Ascendenza
|                                              |              |                                           | Genitori                                 |  |  | Nonni |  |  | Bisnonni                                  |  |  | Trisnonni                              |  |
|                                              |              |                                           |                                          |  |  |       |  |  | Brabazon Ponsonby, I conte di Bessborough |  |  | William Ponsonby, I visconte Duncannon |  |
|                                              |              |                                           |                                          |  |  |       |  |  | Brabazon Ponsonby, I conte di Bessborough |  |  | William Ponsonby, I visconte Duncannon |  |
|                                              |              | Mary Moore                                |                                          |  |  |       |  |  | Brabazon Ponsonby, I conte di Bessborough |  |  |                                        |  |
| William Ponsonby, II conte di Bessborough    |              |                                           |                                          |  |  |       |  |  | Brabazon Ponsonby, I conte di Bessborough |  |  |                                        |  |
|                                              |              | Sarah Margetson                           | John Margetson                           |  |  |       |  |  |                                           |  |  |                                        |  |
|                                              |              | Sarah Margetson                           | John Margetson                           |  |  |       |  |  |                                           |  |  |                                        |  |
|                                              |              | Sarah Margetson                           | Alice Caulfeild                          |  |  |       |  |  |                                           |  |  |                                        |  |
| Frederick Ponsonby, III conte di Bessborough |              | Sarah Margetson                           |                                          |  |  |       |  |  |                                           |  |  |                                        |  |
|                                              |              | William Cavendish, III duca di Devonshire | William Cavendish, II duca di Devonshire |  |  |       |  |  |                                           |  |  |                                        |  |
|                                              |              | William Cavendish, III duca di Devonshire | William Cavendish, II duca di Devonshire |  |  |       |  |  |                                           |  |  |                                        |  |
|                                              |              | William Cavendish, III duca di Devonshire | Rachel Russell                           |  |  |       |  |  |                                           |  |  |                                        |  |
| Caroline Cavendish                           |              | William Cavendish, III duca di Devonshire |                                          |  |  |       |  |  |                                           |  |  |                                        |  |
|                                              |              | Catherine Hoskins                         | John Hoskins                             |  |  |       |  |  |                                           |  |  |                                        |  |
|                                              |              | Catherine Hoskins                         | John Hoskins                             |  |  |       |  |  |                                           |  |  |                                        |  |
|                                              |              | Catherine Hoskins                         | Catherine Hale                           |  |  |       |  |  |                                           |  |  |                                        |  |
| John Ponsonby, IV conte di Bessborough       |              | Catherine Hoskins                         |                                          |  |  |       |  |  |                                           |  |  |                                        |  |
|                                              | John Spencer | Charles Spencer, III conte di Sunderland  |                                          |  |  |       |  |  |                                           |  |  |                                        |  |
|                                              | John Spencer | Charles Spencer, III conte di Sunderland  |                                          |  |  |       |  |  |                                           |  |  |                                        |  |
|                                              | John Spencer | Anne Churchill                            |                                          |  |  |       |  |  |                                           |  |  |                                        |  |
| John Spencer, I conte Spencer                | John Spencer |                                           |                                          |  |  |       |  |  |                                           |  |  |                                        |  |
|                                              |              | Georgiana Caroline Carteret               | John Carteret, II conte Granville        |  |  |       |  |  |                                           |  |  |                                        |  |
|                                              |              | Georgiana Caroline Carteret               | John Carteret, II conte Granville        |  |  |       |  |  |                                           |  |  |                                        |  |
|                                              |              | Georgiana Caroline Carteret               | Frances Worsley                          |  |  |       |  |  |                                           |  |  |                                        |  |
| Henrietta Spencer                            |              | Georgiana Caroline Carteret               |                                          |  |  |       |  |  |                                           |  |  |                                        |  |
|                                              |              | Stephen Poyntz                            | William Poyntz                           |  |  |       |  |  |                                           |  |  |                                        |  |
|                                              |              | Stephen Poyntz                            | William Poyntz                           |  |  |       |  |  |                                           |  |  |                                        |  |
|                                              |              | Stephen Poyntz                            | Jane Monteage                            |  |  |       |  |  |                                           |  |  |                                        |  |
| Margaret Poyntz                              |              | Stephen Poyntz                            |                                          |  |  |       |  |  |                                           |  |  |                                        |  |
|                                              |              | Anne Maria Mordaunt                       | Lewis Mordaunt                           |  |  |       |  |  |                                           |  |  |                                        |  |
|                                              |              | Anne Maria Mordaunt                       | Lewis Mordaunt                           |  |  |       |  |  |                                           |  |  |                                        |  |
|                                              |              | Anne Maria Mordaunt                       | Mary Collyer                             |  |  |       |  |  |                                           |  |  |                                        |  |
|                                              |              | Anne Maria Mordaunt                       |                                          |  |  |       |  |  |                                           |  |  |                                        |  |